# Velos (Schiff, 1906)
Die Velos war ein 1906 gebautes, griechisches Schiff. Es war das erste Schiff, das in der Alija-Bet-Aktion, der illegalen Immigration von Juden in das Völkerbundsmandat für Palästina, eingesetzt wurde.

## Geschichte

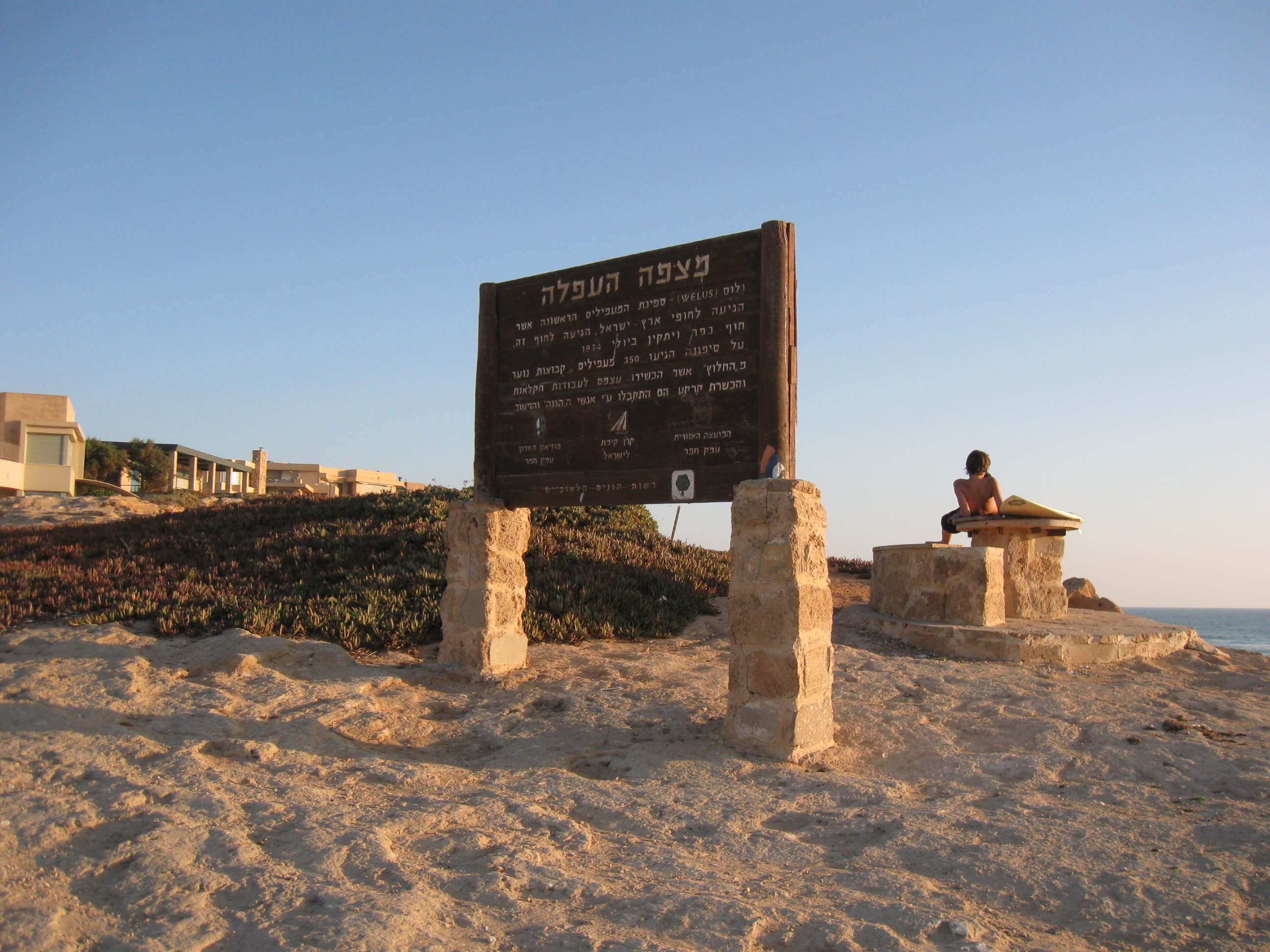
Gedenken der Anlandung der Velos in Bet Yanay

Im Jahr 1934 wurde die Velos von der jüdischen Jugendbewegung Hechaluz gechartert, die jungen Menschen half, sich in Palästina niederzulassen. Am 26. Juli 1934 verließ das Schiff mit 350 Emigranten an Bord den griechischen Hafen von Piräus. Am 25. August erreichte es unerkannt Palästina und alle Passagiere gingen in BET Yanay, sechs Kilometer nördlich von Netanja, an Land.
Die Aktivisten von Hechaluz reisten nach der erfolgreichen Anlandung in die bulgarische Hafenstadt Warna, wo sie 318 Emigranten an Bord nahmen. Dies waren hauptsächlich polnische Juden. Am 6. September brach die Velos zum zweiten Mal nach Palästina auf, wurde jedoch am 13. November von der britischen Blockade gestoppt. Die Velos kehrte daraufhin nach Piräus zurück. Von dort wurden die Emigranten per Schiff nach Rumänien und anschließend per Zug nach Polen gebracht. Allen 318 zurückgekehrten Emigranten wurden die Kosten der Überfahrt zurückerstattet.
Das Schiff strandete gemäß Eintrag im Kriegstagebuch der Gruppe Süd am 26. November 1941: „Mse VELOS +++.Strandung Nordspitze der Insel Kimolos“.